# Ostenburg-Moravek Gyula
Gratteni lovag Ostenburg-Moravek Gyula, olykor Morawek (Marosvásárhely, 1884. december 2. – Budapest, 1944. január 12.) katonatiszt, politikus, csendőrparancsnok.

## Életpályája
Morawek Vencel és Geringer Rozália gyermeke. 1917. március 10-én Budapesten, a VII. kerületben házasságot kötött gróf Coullemont Edit Mária Jankával, gróf Coullemont Frigyes és Gaal Jozefa Mária lányával. 1922-ben elváltak. A Magyarországi Tanácsköztársaság bukása után Sopron csendőrparancsnoka. Ezredesi rendfokozatot ért el. 
Tiszti  különítményének tagjai (Kovarcz Emil, Lehrer Árpád, Megay László, Soltész István, Szakács Árpád és Bagi Ferenc) 1920. február 17-én meggyilkolták Somogyi Bélát és Bacsó Bélát, a Népszava munkatársait, mintegy figyelmeztetve ezzel a Horthyval szembenálló politikai erőket. 1920. március 1-jén a kormányzóválasztáskor a csapatai biztosították a „rendet” a Nemzetgyűlésben. 1921. augusztus 28-án ő tagadta meg Sopron kiürítését, ezzel lehetőséget teremtve arra, hogy a város végül Magyarország része maradhasson. 
Csendőrszázadainak segítségével a nyugat-magyarországi felkelés eredményeképp jött létre 1921. november 4-én a rövid életű Lajtabánság. A második királypuccs alkalmával (1921. okt. 20–23.) különítményével Sopronban állomásozott. IV. Károly királyhoz csatlakozott, aki Sopronban ezredessé nevezte ki. A „gárda vadászezred” elnevezést IV. Károly adományozta a csendőrzászlóaljnak 1921. október 21-én. 
A budaörsi csata után rövid ideig fogságban volt, majd  1921. október 25-én amnesztiában részesült. Végül nyugdíjazták, különítményét, a gárdavadászezredet feloszlatták. 1932-ben Prónay Pállal közös vezetés alatt létrehozta a Magyar Országos Fasiszta Pártot. Ez a párt az akkori kormánypárt jobboldali ellenzékeként működött, majd beleolvadt egyéb pártkezdeményekbe.